# Jorge Cañizares Esguerra
Jorge Cañizares Esguerra es catedrático de la Universidad de Texas, Austin, donde ocupa el Alice Drysdale Sheffield Professorship en historia. Se ha destacado por su contribución en la historia Atlántica, la historia de ciencia moderna temprana en el imperio español, y las ideologías colonizadoras de los imperios ibéricos y británicos. Cañizares Esguerra nació en Ecuador aunque también creció en México y Colombia. 

## Publicaciones selectas
- How to Write the History of the New World: Histories, Epistemologies, and Identities in the Eighteenth-Century Atlantic World (Stanford University Press, 2002)
- Nature, Empire, and Nation: Explorations of the History of Science in the Iberian World (Stanford University Press, 2006)
- Puritan Conquistadors: Iberianizing the Atlantic, 1550-1700 (Stanford University Press, 2006)